# Зіллур Рахман
Зіллур Рахман (бенг. জিল্লুর রহমান; 9 березня 1929 — 20 березня 2013) — політичний і державний діяч Бангладеш, президент Бангладеш (2009—2013).

## Біографія
Народився в родині адвоката. Здобував освіту на історичному та юридичному факультетах Даккського університету. 1952 року приєднався до бенгальського визвольного руху. 1970 року був обраний до парламенту Пакистану, частиною якого тоді був Бангладеш. Був активним співробітником невизнаного національного уряду Бангладеш. Після проголошення незалежності країни продовжив політичну діяльність, був генеральним секретарем «Авамі Ліг». Член парламенту Бангладеш з 1973 року. Після убивства президента Муджибура Рахмана був репресований новим керівництвом країни.
Займав міністерські пости в уряді «Авамі Ліг» під керівництвом Хасіни Вазед у 1996–2001 роках. Після її повернення до влади 2009 року був обраний президентом Бангладеш. Оскільки він був єдиним зареєстрованим кандидатом на виборах, був проголошений президентом 12 лютого 2009 року без проведення голосування.
Був одружений з активісткою «Авамі Ліг», вбитою терористами 2004 року.